# Жарко Пецић
Жарко Пецић (Трстеник, 1953) јесте српски официр и публициста. Пензионисан је 2005. године у чину пуковника.

## Биографија
Средњу војну школу у смеру артиљерије је завршио 1972. године у Задру, a војну академију је завршио 1976. године у Београду. Генералштабну школу је завршио 1992. године. У служби је прошао дужности од командира вода до команданта бригаде.
Последњих седам година рада обављао је руководеће дужности у оквиру Генералштаба. Пензионисао се са положаја начелника Одељења за оперативно-штабне послове у Управи за школство и обуку.
Учествовао је у грађанском рату у СФРЈ од 1991. до 1995. године и у одбрани од НАТО агресије на СРЈ 1999. године. Жарко Пецић је први официр ЈНА који је 1991. године добровољно отишао на територију данашње Хрватске како би бранио српски народ.
Одликован је ратним и мирнодопским одликовањима од којих су најзначајнији: Орден за храброст 17. јануара 1992. године, Орден витешког мача првог степена 16. јуна 1999. године и Орден за војне заслуге са сребрним мачевима 1985. године.
Године 2023. је објавио књигу Збогом Крајино.
Објављује различите текстове, чланке и коментаре.